# مسجد عمر بن الخطاب (برلين)
مسجد عمر بن الخطاب (بالألمانية: Omar-Ibn-Al-Khattab-Moschee)‏ يقع في منطقة كرويتسبرج في العاصمة الألمانية برلين، و قد بناه جمعية المشاريع الخيرية الإسلامية (Islamischen Verein für wohltätige Projekte e. V.) و اُفتتح في عام 2010. يقع المسجد تحديدًا في تقاطع شارع فينر مع شارع زاكليتسر، ويرجع اسم المسجد إلى اسم الخليفة عمر بن الخطاب .

## تاريخ البناء
في مطلع عام 2004 طلبت جمعية المشاريع الخيرية الإسلامية تصريح بناء للمسجد،و بالفعل بدأت عملية بناء المسجد في شهر يونيو من العام ذاته، وقد تم الانتهاء من أعمال البناء في عام 2008.اُفتتح المسجد في الحادي والعشرين من شهر مايو لعام 2010.
و قد بلغت إجمالي تكلفة البناء عشرة ملايين يورو.و يتكون المسجد من قبة صغيرة وأربع مآذن ارتفاع الواحدة يبلغ سبعة أمتار، ويعلوها كل واحدة هلال مطلي بالذهب، كما أنه يتسع 1000 مُصلي. 

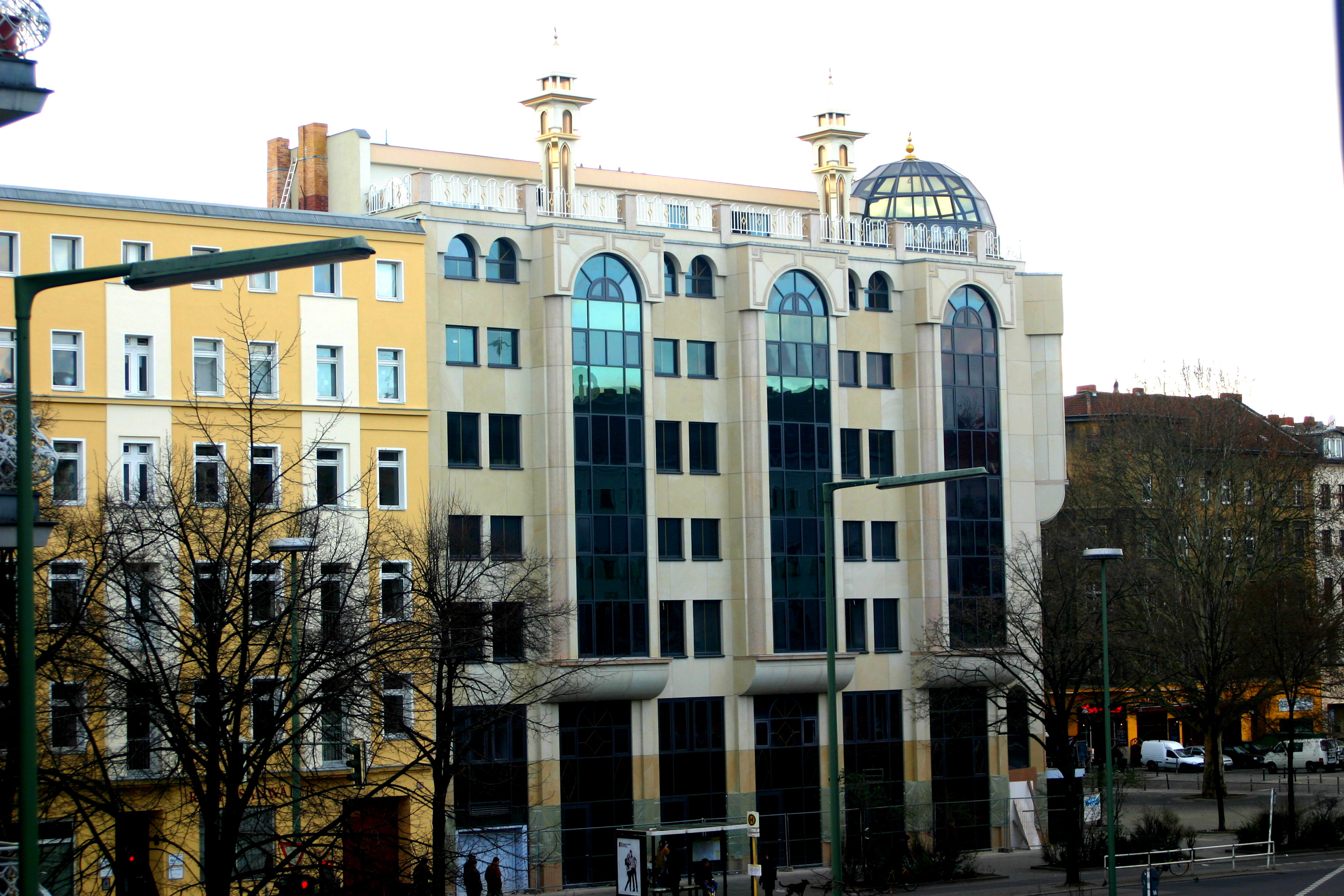
مسجد عمر بن الخطاب

## وصلات خارجية
- موقع جمعية المشاريع الخيرية الإسلامية  (باللغة الألمانية)